# Торт-Кудуцький сільський округ
Торт-Куду́цький сільський округ (каз. Төрт Құдық ауылдық округі, рос. Торт-Кудукский сельский округ) — адміністративна одиниця у складі Екібастузької міської адміністрації Павлодарської області Казахстану. Адміністративний центр — село Торт-Кудук.
Населення — 597 осіб (2021; 735 у 2009, 1109 у 1999, 1519 у 1989).
Станом на 1989 рік існувала Торткудуцька селищна рада (смт Торткудук) колишнього Екібастузького району. Село Бозшаколь та селище Роз'їзд 112 були утворені 2012 року. Станом на 2021 рік селище Роз'їзд 112 не враховано.

## Склад
До складу округу входять такі населені пункти:
| Населений пункт   | Старі назви | Населення, осіб (1989) | Населення, осіб (1999) | Населення, осіб (2009) | Населення, осіб (2021) |
| ----------------- | ----------- | ---------------------- | ---------------------- | ---------------------- | ---------------------- |
| Бозшаколь, село   | -           | -                      | -                      | -                      | 329                    |
| Роз'їзд 112, село | -           | -                      | -                      | -                      | -                      |
| Торт-Кудук, село  | Торткудук   | 1519                   | 1109                   | 735                    | 268                    |